# Ormocarpum verrucosum
Ormocarpum verrucosum är en ärtväxtart som beskrevs av Ambroise Marie François Joseph Palisot de Beauvois. Ormocarpum verrucosum ingår i släktet Ormocarpum och familjen ärtväxter. Inga underarter finns listade i Catalogue of Life.